# José Luis Roca García
José Luis Roca  (Santa Ana del Yacuma, 25 de agosto de 1935  - La Paz, 7 de abril de 2009),  fue un historiador, periodista, abogado, político, estadista y diplomático boliviano.

## Biografía
Nació en Santa Ana del Yacuma, departamento del Beni-Bolivia el 25 de agosto de 1935.  Se graduó de abogado en la Universidad Mayor Real y Pontificia San Francisco Xavier de Chuquisaca e hizo su maestría en Derecho comparado y cursos de postgrado en Historia en Estados Unidos, donde fue ayudante de investigación del connotado historiador latinoamericanista Lewis U. Hanke. Fue embajador de Bolivia ante el Reino Unido (1980) y Colombia (1970), Ministro de Agricultura (1969) y senador por Pando (1979). También fue catedrático titular de Historia de América en la Universidad Mayor de San Andrés (UMSA), Presidente de la Sociedad Boliviana de Historia en seis períodos consecutivos, miembro de número de la Academia Boliviana de Historia. Así mismo, fue miembro correspondiente de las academias de Historia de Argentina, Chile, España, Paraguay, Colombia, Puerto Rico y Venezuela.Como periodista fue codirector de La Razón, director regional en Santa Cruz del mismo periódico y también fue por breve tiempo director del diario cruceño El Mundo. Así mismo, fue cofundador del Partido Demócrata Cristiano en Bolivia y presidente del mismo. A través del periodismo y de sus actividades políticas fue impulsor de diversas leyes agrarias y relacionadas con la decentralización y los hidrocarburos. En este campo, participó en la nacionalización de la Bolivian Gulf Oil Company en 1969 junto a Marcelo Quiroga Santa Cruz, y en la nacionalización del gas en la primera gestión de Evo Morales. 
La obra de José Luis Roca intentó reinterpretar la fundación de Bolivia como república independiente, ante la necesidad de consolidar el Estado nacional a través de una reforma descentralizadora, "donde la vida política esté regida por un acuerdo entre las diversas regiones bolivianas". Once libros escritos a lo largo de 30 años confirman el sueño y empeño del historiador, y sus artículos desde que era universitario hasta poco tiempo antes de morir demuestran una vocación paralela por el periodismo. 
Su  vasta  obra  rupturista  y  original, que incluye también  su importante labor periodística que cultivó desde que era colegial hasta su muerte, se caracterizó por tres pasiones: “La primera, la convicción de que Bolivia tenía una razón y necesidad geopolítica para su existencia”. Tesis que es presentada en Ni con Lima ni con Buenos Aires. “La segunda convicción de su obra fue su propuesta por la descentralización” expuesta en Fisionomía del regionalismo boliviano. Y la tercera pasión que movió la obra y la vida del historiador e investigador fue la democracia.
Murió en La Paz en 2009, rodeado por su esposa,sus hijos y nietos.

## Obras
2024 [2001] La Epopeya de los Cruceños. Economía y sociedad en el Oriente boliviano (S. XVI-XX). La Paz: Plural.
2022  [1988] ‘Los versos de los poetas románticos´ en Souza, Mauricio (ed.). Antología de la crítica y del ensayo literarios en Bolivia. La Paz: Centro de Investigaciones Sociales (CIS)
2017     Ni con Lima ni con Buenos Aires.La formación de un Estado nacional en Charcas. La Paz: Biblioteca del Bicentenario de Bolivia-CIS.  (3ra edición).
2011    Ni con Lima ni con Buenos Aires. Ni con Lima ni con Buenos Aires. La formación de un Estado nacional en Charcas. La Paz: Plural, Instituto Francés de Estudios Andinos (IFEA).   (2da edición).
2010     Mojos en los albores de la independencia patria (1810-1811). Santa Cruz: Gobierno Autónomo Departamental del Beni (2da edición).
2009a    “Regionalismo, revisitado”. En: Tensiones irresueltas: Bolivia, pasado y presente. John Crabtree, Lawrence Whitehead y George Gray Molina (eds.). La Paz: Plural, cap. IV.
2009b    1809: La revolución de la Audiencia de Charcas en Chuquisaca y en La Paz. La Paz: Gobierno Municipal de La Paz (2da edición).
2008a    “Regionalism Revisited”. En: Unresolved Tensions: Bolivia Past and Present. John Crabtree, Lawrence Whitehead y George Gray Molina  (eds.). University of Pittsburg Press. 65-82. 
2008b    Gabriel René Moreno, el Hispanoamericano. La Paz: Plural (2da edición).
2008c    “José Ortiz Mercado y el Ovanducto”. En: José Ortiz Mercado. Gustavo  A. Prado Robles (ed.). Santa Cruz: Universidad Autónoma “Gabriel René Moreno”, Instituto de investigaciones Económicas y Sociales “José Ortiz Mercado”. 349-356. 
2007a    Ni con Lima ni con Buenos Aires. La formación de un Estado nacional en Charcas. La Paz: Plural, Instituto Francés de Estudios Andinos (IFEA).   
2007b    Fisonomía del Regionalismo Boliviano. La Paz / Santa Cruz: Plural / El País (3a edición).
2005a    “Estatalidad: Entre la pugna regional y el institucionalismo”. En: Regiones y Poder Constituyente en Bolivia. Serie Cuadernos del Futuro núm. 21. Rossana Barragán y José Luis Roca (eds.). La Paz: PNUD. 
2005b    “Prefectos: Una mirada retrospectiva”. En: “Preámbulo a la elección de Prefectos”. Opiniones y Análisis, núm. 75. La Paz: FUNDEMOS, Fundación Hans Seidel: 49-98. 

2004a    “1904: Un tratado que restableció la paz pero no la amistad”. En: Opiniones y análisis. “A cien años del Tratado de Paz y Amistad de 1904 entre Bolivia y Chile”. La Paz: Fundación Boliviana para la Capacitación Democrática y la Investigación, Fundación Hans Seidel. 11-66.
2004b    “La convención preliminar de paz de Buenos Aires de 1983 (un acuerdo abortado que precipitó la independencia)”. Anuario de estudios bolivianos, archivísticos y bibliográficos del ABNB, núm. 10. SUCRE: ABNB: 519-564.
2003a    “En torno al Estado triterritorial”. Tinkazos. Revista Boliviana de Ciencias Sociales, núm. 14 (junio). La Paz: PIEB: 157-166.  
2003b “1824: Comienzo de la Bolivia independiente”. Anuario de estudios bolivianos, archivísticos y bibliográficos del ABNB, núm. 9. SUCRE: ABNB: 425-478.
2002a    El Hotel de Sal. Juicio a Bolivia: año 2016. En coautoría con Xavier Nogales. La Paz: Realficción.  
2002b    “Asamblea deliberante (1825)”; “M. Baptista C.”; “N. Campero L.”; “Civilismo”; “Ejércitos Argentinos”; “Federalismo”; “S. Fernández A.”; “Fundación de la República”; “J. M. de Goyeneche”; “Guerra de Independencia”; “La dramática insurgencia de Bolivia”; “Monarquía (1809-1825), proyectos de restauración de la”; “C. de Olañeta G.”; “V. Paz E.”; “Zárate, el temible Willka”; “Historia de la rebelión indígena de 1899”. Entradas en el Diccionario Histórico de Bolivia. Josep M. Barnadas (ed.). Sucre: Grupo de Estudios Históricos, 2 ts. 
2001a    Economía y sociedad en el Oriente Boliviano, siglos XIV-XX. Santa Cruz: Cotas. 
2001b    “El regionalismo como método de análisis histórico en la Bolivia del siglo XX”. En: Visiones de fin de siglo: Bolivia y América Latina en el siglo XX. Dora Cajías; Magdalena Cajías; Cármen Johnson (comp.). La Paz: Plural, Coordinadora de Historia, IFEA, Embajada de España. 117-136.
2000     Bolivia después de la capitalización. Una crítica al “gonismo” y sus reformas. La Paz: Plural.
1999a    1809: La revolución de la Audiencia de Charcas en Chuquisaca y en La Paz. La Paz: Plural. 
1999b    Olañeta: dos caras e historiadores. Sucre: ABNB.
1999c    Por qué cayó el Mariscal Sucre. La Paz: Garza Azul. 
1999d    “La Audiencia de Charcas y el Estado boliviano”. En: Actas del Coloquio Iberoamericano. Agua del Inisterio, núm. 3.     
1999e    Fisonomía del Regionalismo Boliviano. La Paz: Plural, CID (2da edición).
1999f     “La Audiencia de Charcas y el Estado boliviano”. En: Actas del Coloquio de Historiadores Iberoamericanos: “Importancia de la Insurrección del 25 de Mayo de 1809”. Agua del Inisterio, núm. 3. Sucre: Fundación Cultural La Plata.
1997a    Olañetas, dos caras e historiadores: Un análisis crítico. Sucre. Archivo y Biblioteca Nacionales de Bolivia.
1997b    “Antecedentes de Moxos”. Moxitania, núm. 1. La Paz.
1997c “Una audiencia sitiada por dos virreinatos”. En Revista de Humanidades y Ciencias Sociales Vol. 3, No. 1, junio. Santa Cruz: Universidad Gabriel René Moreno. 
1992     Mojos en los albores de la independencia boliviana (1810-1811). La Paz: Don Bosco.
1991a “Pedro Antonio de Olañeta y el proceso formativo del Estado Boliviano”. Historia y Cultura. Revista de la Sociedad Boliviana de Historia, núm. 19. La Paz: 3-16.
1991b Mojos en los albores de la independencia patria (1810-1811). La Paz: Don Bosco.
1988     Gabriel René Moreno, el Hispanoamericano. La Paz: Don Bosco.     
1986a    “Perspectivas inmediatas de la producción de trigo en Bolivia”. En: Alimentos para todos. Propuestas para un sistema de seguridad alimentaria en Bolivia. Actas del Simposio sobre Políticas de Seguridad Alimentaria, 26-28 de febrero de 1986, La Paz. La Paz: Ministerio de Planeamiento y Coordinación, Fondo de las Naciones Unidas para la Infancia (UNICEF). 138-180.
1986b    “Cochabambinos y porteños”. Historia y Cultura. Revista de la Sociedad Boliviana de Historia, núm. 10. La Paz.
1986c    Gabriel René Moreno íntimo, 1836-1908. Estudio introductorio. José Luis Roca (ed.). La Paz: Don Bosco.
1985     Derrotemos al hambre: Observaciones sobre la inseguridad alimentaria en Bolivia. La Paz: UNICEF.    
1984 “Las masas irrumpen en la guerra”. Historia y Cultura. Revista de la Sociedad Boliviana de Historia, núm. 6. La Paz: 13-47.
1983     “Observaciones en torno a la cuestión regional”. En: El poder de las regiones. Fernando Calderón y Roberto Laserna (eds.). Cochabamba: Ediciones CERES-CLACSO: 43-62.
1981     “Oruro y la Revolución Federal”. Historia y Cultura. Revista de la Sociedad Boliviana de Historia, núm. 4. La Paz .
1980     Fisonomía del Regionalismo Boliviano. La Paz: Los amigos del libro.
1979a    “Bolivia en Arguedas y Tamayo”. Cuadernos de Cultura Latinoamericana, núm. 79, México: Universidad Nacional Autónoma de México (UNAM), Unión de Universidades de América Latina (3a edición).
1979b    “Arguedas y la cofradía de El Napolitano”. En: Epistolario de Alcides Arguedas. La Generación de la Amargura. La Paz: Fundación “Manuel Vicente Ballivián”. 13-45.
1978     Casimiro Olañeta, artífice de Bolivia. La Paz: Los amigos del libro.
1969     “Bolivia en Arguedas y Tamayo”. Anuario de Estudios Americanos, núm. 26, Sevilla: Escuela de Estudios Hispanoamericanos: 643-675 (2a edición).
1968     “Bolivia en Arguedas y Tamayo”. Historiografía y Bibliografía Americanista, núm. 14, Sevilla: Escuela de Estudios Hispanoamericanos: 1-33.